# Rio Real (ort)
Rio Real är en ort i Brasilien.   Den ligger i kommunen Rio Real och delstaten Bahia, i den östra delen av landet, 1 200 km öster om huvudstaden Brasília. Rio Real ligger 170 meter över havet och antalet invånare är 24 005.
Terrängen runt Rio Real är platt. Rio Real är det största samhället i trakten.
Omgivningarna runt Rio Real är huvudsakligen savann. Runt Rio Real är det ganska tätbefolkat, med 52 invånare per kvadratkilometer.